# Aeroplan
Aeroplan is een historisch Duits merk van lichte motorfietsen.
De bedrijfsnaam was: Fahrradhaus Gustav Lederer, Kohlfurt.
Na de Eerste Wereldoorlog ontstonden zowel in het Verenigd Koninkrijk als in Duitsland honderden kleine motorfietsmerken. In Groot-Brittannië begon deze "motorboom" al in 1919, in Duitsland pas in 1922. Rijwielhandelaar Lederer ging in 1922 - net als de meeste van zijn concurrenten - motorfietsen met inbouwmotoren maken. Hij leverde tamelijk primitieve frames waarin 123- en 173cc-DKW-tweetaktmotoren werden gemonteerd. In 1925 sloten meer dan 150 van deze kleine Duitse merken de poorten. Ze moesten het hebben van klanten in hun eigen regio en konden niet opboksen tegen de grote bedrijven die landelijk via een dealernetwerk motorfietsen konden verkopen. Ook de Aeroplan-motorfietsen verdwenen in dat jaar.